# Prohibition (videogioco)
Prohibition è un videogioco pubblicato nel 1987 da Infogrames per Amstrad CPC, Atari ST, Commodore 64, MS-DOS e ZX Spectrum. Tratto dal videogioco arcade Empire City: 1931 (1986), è uno sparatutto con mirino, con visuale in prima persona ma bidimensionale, ambientato durante il proibizionismo.

## Trama
New York negli anni del proibizionismo è ormai caduta sotto il controllo delle bande di gangster e la polizia, disperata, decide di assoldare un mercenario per eliminare i criminali con le maniere forti, direttamente nei loro quartier generali.

## Modalità di gioco
La visuale mostra frontalmente alcuni palazzi di periferia e può scorrere in tutte le direzioni a seconda di come il giocatore muove il mirino. Uno alla volta compaiono i gangster, affacciandosi alle finestre o uscendo fuori da altri ripari; se compaiono fuori dal campo visivo del giocatore, una freccia indica in che direzione si trovano, ma solo orizzontalmente. Il giocatore ha pochi secondi di tempo, mostrati a video da un contatore, per colpire il nemico prima che sia lui a fare fuoco. Se lo colpisce in tempo, poco dopo si fa avanti un nuovo nemico, altrimenti perde una vita. È possibile anche mettersi al riparo dal fuoco nemico, ma per una quantità di tempo limitata. I proiettili sono illimitati ma ad ogni colpo c'è un po' di rinculo.
Sono presenti occasionalmente anche donne prese in ostaggio, ovviamente da non colpire, ma non in tutte le versioni del gioco.
La grafica su ZX Spectrum è monocroma.